# Clytra appendicina
Clytra appendicina — вид листоїдів з підродини клітрін. Деякими авторами розглядався як підвид типового виду Clytra quadripunctata. Досить рідкісний на території свого ареалу. Поширений у Південній та на півдні Центральної Європи, Малій Азії та Центральній Азії. Перші екземпляри добуті з північної частини Туреччини.